# الشحيل
الشحيل قرية تابعة إلى ناحية البصيرة في دير الزور سوريا تقع على ضفاف نهر الفرات شرقاً حيث تكون ملتقى النهرين الخابور والفرات ويصب نهر الخابور في أول المدينة من جهة البصيرة. يغلب على مدينة الشحيل الزراعة فلذلك أكثرهم يعملون كمزارعين، إذ يزرع فيها القمح والقطن والذرة والنباتات (بقجة) وبعض الفواكه الصيفية. يحد المدينة من جهة الغرب نهر الفرات حتى نهايتها ومن جهة الشرق منطقة الحوايج، ومن جهة الشمال البادية السورية إلى حدود العراق. تبعد مدينة الشحيل عن محافظة دير الزور 45 كم وعن مدينة الميادين 10 كم. وعن مدينة البوكمال 95كم : وتعد مدينة الشحيل من أكبر المدن في الدرجة الثالثة، في المحافظة. وتعداد سكانها 90000الف نسمة آخر احصائية بتاريخ 2018.تقسم إلى عدة مناطق(شحيل شرقي وشحيل غربي الزر العتال)
أقام فيها الرئيس السوري أحمد الشرع مدة في بدايات الثورة، وكانت نقطة أساسية لبدء وانطلاق  تنظيم جبهة النصرة.